# میا جنکینز
میا جنکینز (انگلیسی: Mia Jenkins؛ زادهٔ ۳۱ اوت ۲۰۰۰) بازیگر اهل بریتانیا است.